# Cuchita Salazar
Angélica Salazar Repetto (Lima, 13 de mayo de 1944-California, 15 de julio de 2023), conocida por su nombre artístico Cuchita Salazar, fue una modelo y actriz peruana. 
Alcanzó reconocimiento en los años 1960 y 1970 por haber participado en diferentes programas de televisión de su país, incluyendo algunas telenovelas y películas hasta su retiro definitivo en 1981.
Fue la primera sex symbol peruana y una de las primeras figuras del modelaje profesional de su país, al conseguir fama por aparecer en los programas televisivos El show de Muñoz de Baratta y Super Market Show, desempeñándose en el rol de modelo.

## Biografía
Nació el 13 de mayo de 1944 en Lima, bajo el nombre de Angélica Salazar Repetto. Proveniente de una familia de clase media, realizó sus estudios escolares en el Colegio Nacional Nuestra Señora de Guadalupe y tras acabar la secundaria, estudió la carrera técnica de mecanografía y taquigrafía. Cumpliendo la mayoría de edad, se dedicó a trabajar como secretaria en una oficina de una empresa local.
Comenzó su carrera artística en 1960, tras aceptar la propuesta del exmilitar y presentador peruano Daniel Muñoz de Baratta, hermano del cómico Hugo Muñoz de Baratta, quién era amigo de su madre, para más tarde, participar como tele-modelo del programa El show de Muñoz de Baratta por la televisora Radio América Canal 4, a la edad de dieciséis años. Gracias a su incursión en televisión nacional, le ha permitido a Salazar incluirse a los espacios concursos El show del mediodía y Super Market Show por el extinto canal 13 de Radio Panamericana en los siguientes años de los 1960s, conformando el staff de modelos al lado de las hoy retiradas figuras Juana Taramona, Anita Sarabia, Luisa Arata, Lika Neyra, Vilma Brandes y Giovana Lavini, quién junto a ellas se encargaron de hacer los comerciales de televisión en vivo.
Se incursionó en la actuación en el año 1963, haciendo su debut con el drama Tres vidas en un rol menor, que fue estrenada en 1967. Más tarde, Salazar participa en la telenovela La máscara como coprotagonista de la ficción, compartiendo roles con los actores Gloria María Ureta y Fernando Larrañaga.[cita requerida] Continúo con otros proyectos actorales en el reparto principal de la película La Venus maldita en 1967, interpretando a una bailarina.[cita requerida] A finales de año, fue protagonista del tema musical «Acompáñame», interpretado por el cantante argentino Fernando de Soria.
Tras casarse con su primer esposo, el productor venezolano Rafael Quiroga, Salazar se aleja de la televisión a finales de los años 1960, para enfocarse a su etapa como madre de su primer hijo: Rafael  Quiroga Salazar. Retoma su carrera artística a inicios de los 1970s, participando en el reparto de la telenovela Mamá y otras producciones, destacando en los tele-teatros.
En el año 1975, fue parte de la película cómica Allpa Kallpa como el personaje de Doralina, una turista peruana que viaja al Cuzco para desestresarse. Previo a ello, contraería matrimonio con el cantante peruano César Altamirano con quien tuvo dos hijos: Sandro Altamirano y Diego Altamirano. Fue conductora del programa de mediodía por el canal Panamericana Televisión por un tiempo limitado allá en el año 1979.
Al poco tiempo, pasó a la televisora América Televisión donde presentó la última temporada del espacio ómnibus Siempre en domingo (sin ninguna relación con el programa del presentador mexicano Raúl Velasco, antes el programa lanzado en 1974 tuvo nombres como Feliz domingo, Hebdomadario y Dominical) junto a Ignacio Cané Pardo.[cita requerida] El programa fue cancelado en agosto de 1980 ya con los medios de comunicación devueltos a sus legítimos propietarios.[cita requerida]
En el año 1981, fue portada de la extinta revista para adultos peruana Zeta. Alejada de manera definitiva de la televisión peruana, Salazar vivió sus últimos años en California, donde falleció el 15 de julio de 2023 a la edad de 79 años .

## Problemas judiciales
El 1 de marzo de 1963, Salazar fue involucrada por haber causado un accidente de tránsito en la Avenida Arequipa, en la capital Lima, donde murieron una pareja de adultos mayores, con lo que la llevó a los tribunales de su país.

## Filmografía

### Televisión
- El show de Muñoz de Baratta (1960-1962), tele-modelo y parte del elenco.[11]
- Super Market Show, modelo y parte del elenco.
- El show del mediodía, modelo y parte del elenco.
- La máscara (1964), rol principal.
- Mamá, rol principal.
- El show del mediodía, presentadora.
- Siempre en domingo (1980), presentadora.

### Cine
- Tres vidas (1963), rol principal.
- La Venus maldita (1967), bailarina.
- Allpa Kallpa (1975), Doralina.

### Videoclips musicales
- «Acompáñame» de Fernando de Soria (1967), protagonista.[6]